# Pieve di Bono
Pieve di Bono település Olaszországban, Trento megyében.  Pieve di Bono Bersone, Castel Condino, Lardaro, Praso, Prezzo, Cimego, Ledro és Tione di Trento községekkel határos.

## Népesség
A település népességének változása: